# Баньковский, Владимир Александрович
Влади́мир Алекса́ндрович Банько́вский (19 (31) июля 1860 — не ранее 1922) — русский офицер-артиллерист, герой Первой мировой войны, Георгиевский кавалер, генерал-майор (1916). Генерал-хорунжий армии УНР (1918—1920).

## Биография
Уроженец Могилёвской губернии, православного вероисповедания. Общее образование получил в Киеве, во Владимирской-Киевской военной гимназии.
В военную службу вступил 13.08.1878 в московское 3-е Александровское военное училище юнкером рядового звания. По окончании полного курса училища был переведен в старший класс Михайловского артиллерийского училища (в Санкт-Петербурге), по окончании которого 08.08.1881 был выпущен подпоручиком в Туркестанскую конно-горную батарею (г. Маргелан). В 1892—1895 годах участвовал в военных походах в Средней Азии.
В 1885 году, за выслугу лет, произведен в поручики, в январе 1894 года, за отличие по службе, — в штабс-капитаны, в июле 1898, на вакансию, — в капитаны.
В январе 1901 года был назначен командующим 10-й конно-артиллерийской батареей (Влоцлавск, Варшавской губернии), в августе того же года произведен, на вакансию, в подполковники, с утверждением в занимаемой должности командира 10-й конно-артиллерийской батареи.
В марте 1905 года был назначен командиром 1-й запасной пешей батареи (г. Бобруйск), в ноябре 1908 года — командиром 8-й конно-артиллерийской батареи (г. Белосток). В общей сложности, артиллерийскими батареями командовал 11 лет 2 месяца и 6 дней. Окончил курс Офицерской артиллерийской школы с оценкой успешно.
В марте 1912 года был произведен в полковники, с назначением командиром 11-го конно-артиллерийского дивизиона 11-й кавалерийской дивизий (г. Дубно, Волынской губернии).

### Первая мировая война
В начале войны выступил на австрийский фронт во главе своего дивизиона, в составе 11-й кавалерийской дивизий. Участник Галицийской битвы и последующих сражений на Юго-Западном фронте. Был удостоен Императорского Военного ордена Святого Великомученика и Победоносца Георгия 4-й степени.
В сентябре 1916 года произведен в генерал-майоры и в том же месяце назначен командиром 3-й артиллерийской бригады (3-я пехотная дивизия, 17-й армейский корпус, 11-я армия). С мая 1917 года — врио инспектора артиллерии 17-го армейского корпуса.
25 августа 1917 года был отчислен, по болезни, от занимаемой должности командира 3-й артиллерийской бригады, с назначением в резерв чинов при штабе Киевского военного округа.

### Гражданская война в России
С марта 1918 года — на службе в создаваемой украинской армии, участник Гражданской войны, генерал-хорунжий армии УНР.
С 13.03.1918 — правитель дел (деловод) Главного штаба армии УНР (затем, с апреля 1918, вооружённых сил Украинской державы).
С 15.01.1919 — генерал для поручений канцелярии Главного артиллерийского управления Военного министерства восстановленной УНР. С 07.05.1919 — старший деловод юрисконсультского отдела Главного артиллерийского управления армии УНР. С 25.06.1919 — атаман (генерал) для поручений отдела снабжения Главного артиллерийского управления Военного министерства УНР.
После разгрома армии УНР, с ноября 1919 по май 1920 был интернирован польскими властями. С 08.05.1920 — начальник 5-й пушечной бригады 5-й Херсонской стрелковой дивизии армии УНР (2-го формирования), участник Советско-польской войны на стороне поляков.
В ноябре 1920 года, по окончании военных действий, был повторно интернирован поляками.
На 01.10.1922 — находился в бессрочном отпуске. О дальнейшей судьбе Владимира Александровича Баньковского сведений нет.

## Награды
- Медаль «В память царствования императора Александра III» (1896)
- Высочайшее благоволение (ВП от 24.03.1896)
- Медаль «За походы в Средней Азии 1853—1895» (1896)
- Орден Святой Анны 3-й степени (ВП от 30.07.1900)
- Орден Святого Станислава 2-й степени (ВП от 23.06.1907)
- Орден Святой Анны 2-й степени (06.12.1911; ВП от 25.02.1912)
- Медаль «В память 300-летия царствования Дома Романовых» (1913)
- Орден Святого Владимира 4-й степени (1913[11])
- Орден Святого Владимира 3-й степени с мечами (ВП от 28.01.1915)
  - Мечи к ордену Святой Анны 2-й степени  (ВП от 15.02.1915)
- Высочайшее благоволение (ВП от 03.03.1915), …за отличия в делах против неприятеля.
- Орден Святого Георгия 4-й степени (ВП от 19.05.1915), — …за то, что 11 августа 1914 года, в бою под гор. Камионка-Струмиловой, когда 18-я и 19-я конно-артиллерийские батареи, оставшись без прикрытия и атакованные 3-мя эскадронами венгерских гусар, находился на наблюдательном пункте, заметил атаку, своевременно обратил внимание командиров батарей на нее и с явною опасностью для жизни своим мужеством и хладнокровием подавал пример своим подчиненным и этим способствовал отбитию атаки и снял батареи с позиции, не оставив противнику никаких трофей[14].
  - Мечи и бант к ордену Святого Владимира 4-й степени (ВП от 12.10.1915)

Иностранные награды:
- Шведский орден Меча, рыцарский крест 1-го класса ([15])